# Marie van Windisch-Graetz

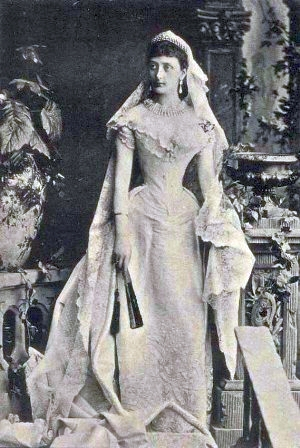
Marie van Windisch-Graetz

Marie Gabriele Ernestine Alexandra van Windisch-Graetz (Wenen, 11 december 1856 - Ludwigslust, 9 juli 1929) was een prinses van Winidsch-Graetz. Zij was de jongste dochter van Hugo van Windisch-Graetz en Louise van Mecklenburg-Schwerin. 
Zelf trouwde ze op 5 mei 1881 met Hertog Paul Frederik van Mecklenburg-Schwerin, een volle neef van haar en een oudere halfbroer van de Nederlandse prins-gemaal Hendrik van Mecklenburg-Schwerin. Paul Frederik nam het rooms-katholieke geloof van zijn echtgenote aan. Het paar vestigde zich in Venetië, waar het een rustig en teruggetrokken zij het tamelijk luxueus leven leidde. Ze kregen vijf kinderen die een katholieke opvoeding kregen. In 1887 bekeerde ook Paul Frederik zelf zich tot het katholicisme. Zij raakten bevriend met Giuseppe Melchior Sarto, patriarch van Venetië, de latere paus Pius X. 
In 1906 werden zij, wegens hun hoog oplopende uitgaven, door hun neefje Frederik Frans IV onder curatele van de boekhouder van het Huis Mecklenburg-Schwerin gesteld.
Het paar kreeg de volgende kinderen:
- Paul Frederik (1882-1904)
- Marie Louise (1883-1883)
- Marie-Antoinette (1884-1944)
- Hendrik Borwin (1885-1942)
- Jozef (1889-1889)